# 盘锦站
盘锦站位于中华人民共和国辽宁省盘锦市双台子区，是沟海铁路和盘营客运专线上的火车站，建于1970年，由中国铁路沈阳局集团锦州车务段管辖。

## 歷史
- 1969年1月23日竣工通车。在盘山镇的城东沟营铁路的盘山火车站东北350米处设立盘锦站，利用老盘山火车站站舍作为盘锦站货站。
- 随着盘营客运专线建设，本站于2011年至2013年进行了站房改造工程，新建站房于2013年8月10日投入使用。

## 車站周邊
- 盘锦市长途汽车客运站
- 中国移动站前营业厅
- 锦江之星酒店盘锦火车站店
- 中国建设银行盘锦云鹤支行
- 中国农业银行盘山统一支行
- 阳光小学
- 盘山县商业局
- 双台子区农村经济局
- 肯德基久柏埠店
- 中国邮政储蓄银行长征营业所
- 盘山县人民医院双台子院区
- 中国银行盘锦红旗大街支行
- 建设小学
- 赛富迪购物中心光明街店
- 万合城市广场
- 中国工商银行盘锦渤海路支行
- 中国邮政储蓄银行惠宾支行
- 如家酒店盘锦双台子商业城店
- 国美电器商业城商城店
- 盘锦市中医院
- 中国人民银行盘山县支行金融服务大厅
- 盘锦实验小学

## 外部連結
- 中国铁路客户服务中心 （页面存档备份，存于）